# Helena Usijewicz
Helena Feliksowna Usijewicz (ros. Елена Феликсовна Усиевич; ur. 20 lutego?/4 marca 1893 w Jakucku, zm. 15 stycznia 1968 w Moskwie) – radziecka publicystka i krytyczka literacka.

## Życiorys
Była córką Feliksa Kona. Działalność w ruchu rewolucyjnym rozpoczęła w 1909 (w 1915 wstąpiła do partii bolszewickiej). W 1917 powróciła do Rosji, brała udział w wojnie domowej. W 1932 ukończyła studia w Instytucie Czerwonej Profesury i podjęła pracę jako krytyczka literacka w pismach „Literaturnyj kritik” i „Literaturnoje obozrienie”. Wydała broszurę O czystość leninizmu w teorii literatury, w której broniła pryncypiów bolszewizmu i krytykowała zwolenników bardziej liberalnego kursu w literaturze (m.in. Waleriana Pieriewierziewa). Była zwolenniczką realizmu socjalistycznego, czemu dała wyraz w artykułach O realizmie socjalistycznym, Krytyka metodami sztuki i „Rokoko” w krytyce. Recenzowała twórczość Majakowskiego, Ostrowskiego, Gorkiego i Zabołockiego. 
W 1941 należała do redakcji pisma Nowe Widnokręgi.
Po II wojnie światowej wydała książki: Władimir Majakowskij (1950), Wanda Wasiliewskaja (1953) i 
Puti chodożestwiennoj prawdy (1958).
Była żoną rewolucjonisty Grigorija Usijewicza (zm. 1918). Blisko przyjaźniła się z Wandą Wasilewską, była tłumaczką jej książek na język rosyjski.